# Sosnowyj (Karelia)
Sosnowyj (ros. Сосновый) – osiedle w Rosji, w Karelii, w rejonie łouchskim. W 2010 liczyło 551 mieszkańców.